# Domaželice
Domaželice település Csehországban, Přerovi járásban. Domaželice Turovice, Čechy, Nahošovice, Líšná és Hradčany településekkel határos. Lakosainak száma 529 fő (2024. január 1.).

## Népesség
A település lakosságának változását az alábbi diagram mutatja:
| Lakosok száma | 382  | 446  | 541  | 449  | 394  | 444  | 568  | 564  | 535  | 529  |
|               | 1869 | 1890 | 1921 | 1950 | 1980 | 2001 | 2017 | 2019 | 2022 | 2024 |